# Tercera División de España (Grupo XV)
El Grupo XV de Tercera División española de fútbol fue el grupo autonómico para la Comunidad Foral de Navarra de dicha categoría; actualmente constituía el cuarto nivel de competición del sistema nacional de Liga española de fútbol. Estuvo organizada por la Federación Navarra de Fútbol.
El Peña Sport F.C. fue el último campeón del Grupo XV de la extinta Tercera División.
Fue sustituido en 2021 por el Grupo XV de la Tercera RFEF, quinto nivel del sistema de ligas de fútbol de España.

## Historia
Su origen está relacionado con la reorganización de la Tercera División por comunidades autónomas.
En la temporada 1980/81 se produjo una reestructuración de la categoría pasando de tener de 8 a 13 grupos distribuidos por proximidad geográfica. Así los equipos navarros presentes en Tercera pasaron de pertenecer al Grupo II que lo formaban equipos vascos, navarros, riojanos, aragoneses, cántabros y algunos castellano-leoneses; al Grupo IV que compartían con La Rioja, Aragón y la provincia de Soria.

Fue en la temporada 1986/87 cuando hubo otra reestructuración creándose un único grupo para los equipos de Navarra y La Rioja junto con el CD Mirandés que perteneció a la Federación Riojana de Fútbol. Las dos federaciones compartirán grupo hasta la temporada 2003/04. Durante las dos siguientes temporadas el grupo se dividió en dos denominándose: Grupo XV-A para Navarra y Grupo XV-B para La Rioja. Es en la temporada 2006/07 cuando el grupo riojano acaba denominándose Grupo XVI y el grupo XV es exclusivamente para equipos navarros.

## Sistema de competición
Esta temporada tuvo un sistema de competición de transición, provocado por la paralización del fútbol no profesional a causa de la pandemia de Coronavirus. La Tercera División sufrió un proceso de transición en el que en la temporada 2021-2022 pasó de ser la cuarta categoría a nivel nacional a ser la quinta, y cambió su denominación a Tercera División RFEF. El lunes 14 de septiembre se confirmaron las bases de competición.
En la Primera Fase participaron veintidós clubes encuadrados en dos subgrupos de once equipos cada uno. Se enfrentaron en cada subgrupo todos contra todos en dos ocasiones -una en campo propio y otra en campo contrario- durante un total de 22 jornadas. El orden de los encuentros se decide por sorteo antes de empezar la competición. La Federación Navarra de futbol fue la responsable de designar las fechas de los partidos y los árbitros de cada encuentro, reservando al equipo local la potestad de fijar el horario exacto de cada encuentro.
Una vez finalizada la Primera Fase los tres primeros clasificados avanzaron a la Segunda Fase para Segunda División RFEF, los clasificados entre la cuarta y sexta posición lo hicieron a la Segunda Fase por la Fase Final para Segunda División RFEF / Play Off de Ascenso a Segunda División RFEF, y el resto disputaron la Segunda Fase por la Permanencia en Tercera División RFEF. Los puntos obtenidos, así como los goles, tanto a favor como en contra, se arrastraron a la siguiente fase, comenzado cada equipo su fase específica con los puntos y goles obtenidos en la Primera Fase.
En la Segunda Fase para Segunda División RFEF participaron seis clubes en un único grupo. Se rescataron los puntos obtenidos en la Primera Fase y se enfrentaron tan solo los equipos que hayan estado en distintos subgrupos en dos ocasiones -una en campo propio y otra en campo contrario- durante un total de 6 jornadas. El orden de los encuentros se decidió por sorteo antes de empezar la Fase. Los dos primeros clasificados ascendieron directamente a la nueva Segunda RFEF, mientras que los otros cuatro equipos disputaron la Fase Final de Eliminatorias a Segunda División RFEF / Play Off de Ascenso a Segunda División RFEF.
En la Segunda Fase por el Play Off de Ascenso a Segunda División RFEF participaron seis clubes en un único grupo. Se rescataron los puntos obtenidos en la Primera Fase y se enfrentaron tan solo los equipos que hayan estado en distintos subgrupos en dos ocasiones -una en campo propio y otra en campo contrario- durante un total de 6 jornadas. El orden de los encuentros se decidió por sorteo antes de empezar la Fase. Los dos primeros clasificados disputaron la Fase Final de Eliminatorias a Segunda División RFEF / Play Off de Ascenso a Segunda División RFEF, mientras que los otros cuatro equipos participaron en Tercera División RFEF.
En la Segunda Fase por la Permanencia en Tercera División RFEF participaron diez clubes en un único grupo. Se rescataron los puntos obtenidos en la Primera Fase y se enfrentaron tan solo los equipos que hayan estado en distintos subgrupos en dos ocasiones -una en campo propio y otra en campo contrario- durante un total de 10 jornadas. El orden de los encuentros se decidió por sorteo antes de empezar la Fase. Los seis últimos clasificados descendieron directamente a Primera Autonómica de Navarra, mientras que los cuatro primeros participarán en Tercera División RFEF.
El ganador de un partido obtuvo tres puntos, el perdedor cero puntos, y en caso de empate hubo un punto para cada equipo. 
Por último la Fase Final de Ascenso a Segunda División RFEF / Play Off de Ascenso a Segunda División RFEF la disputaron seis clubes en formato de eliminatorias a partido único, ejerciendo de local el equipo con mejor clasificación. En la primera ronda compitieron los dos primeros clasificados de la Fase Intermedia y los clasificados en quinta y sexta posición de la Segunda Fase de Ascenso. Los vencedores de esta ronda jugaron la segunda eliminatoria donde se incorporaron los clasificados en tercera y cuarta posición de la Segunda Fase de Ascenso. Los vencedores disputaron una final de la que salió la tercera plaza de ascenso a Segunda División RFEF.

## Clasificación Histórica Navarra
Véase también: Anexo:Clubes de fútbol de Navarra

- Clasificación histórica de los equipos de fútbol de Navarra.

Temporadas en categoría nacional desde 1928/29 hasta 2020/21 incluida.
| Equipo            | En 1.ª | En 2.ª | En 2ªB | En 3.ª |
| ----------------- | ------ | ------ | ------ | ------ |
| CA Osasuna        | 39     | 37     | -      | 13     |
| CA Osasuna B      | -      | -      | 33     | 10     |
| CD Izarra         | -      | -      | 16     | 36     |
| CD Tudelano       | -      | -      | 15     | 55     |
| Peña Sport FC     | -      | -      | 10     | 38     |
| CD Azkoyen        | -      | -      | 3      | 24     |
| UDC Chantrea      | -      | -      | 1      | 49     |
| UD Mutilvera      | -      | -      | 2      | 18     |
| CD Oberena        | -      | -      | -      | 47     |
| UCD Burladés      | -      | -      | -      | 36     |
| CD Valle de Egüés | -      | -      | -      | 35     |

| Equipo       | En 3ª |
| ------------ | ----- |
| CD Iruña     | 28    |
| AD San Juan  | 28    |
| CA Cirbonero | 22    |
| CD Beti Onak | 21    |
| CD Huarte    | 20    |
| CD Corellano | 18    |
| CD Aoiz      | 17    |
| CA Artajonés | 16    |
| Murchante FC | 15    |
| CD Cortes    | 14    |
| CA Vianés    | 13    |

| Equipo        | En 3ª |
| ------------- | ----- |
| CD Aluvión    | 12    |
| CD Pamplona   | 12    |
| CD Lourdes    | 12    |
| CD Idoya      | 11    |
| CD Ribaforada | 11    |
| CD Baztán     | 11    |
| CD Ardoi      | 11    |
| CD Sangüesa   | 11    |
| CD River Ega  | 11    |
| CD Subiza     | 10    |
| AD Noáin      | 9     |

| Equipo              | En 3ª |
| ------------------- | ----- |
| CD Urroztarra       | 8     |
| SD Alsasua          | 8     |
| CD San Adrián       | 6     |
| CD Peña Azagresa    | 6     |
| CA Valtierrano      | 5     |
| CD Erriberri        | 5     |
| SD Lagunak          | 5     |
| Lagun Artea KE      | 5     |
| Beti Kozkor KE      | 4     |
| Atlético Aurora     | 3     |
| CD Avance Ezcabarte | 2     |

| Equipo        | En 3ª |
| ------------- | ----- |
| CD Alesves    | 2     |
| CD Mendi      | 2     |
| CD Zarramonza | 2     |
| FC Bidezarra  | 1     |
| CD Fontellas  | 1     |
| CD Gares      | 1     |
| CD Ilumberri  | 1     |
| CA Castejón   | 1     |
| CD Rochapea   | 1     |

Notas:
- El Club Atlético Vianés pertenece a la Federación Riojana de Fútbol.
- El Club Atlético Aurora de Pamplona desaparece en 1933.
- El Agrupación Deportiva Noáin desaparece en 1999, en 1996 se funda el Fútbol Club Bidezarra.
- El Club Deportivo Sangüesa cambió su nombre por el de Club Deportivo Cantolagua.
- El Club Deportivo Rochapea se denominó CD Rochapeano.

### Clasificación histórica por puntuación
Actualizado hasta la temporada 2019-20 incluida.
| Equipo              | Puntos | Partidos | Temporadas | Puesto* |
| ------------------- | ------ | -------- | ---------- | ------- |
| CA Osasuna Promesas | 1439   | 1206     | 32         | 11º     |
| CD Tudelano         | 605    | 522      | 14         | 77.º    |
| CD Izarra           | 603    | 560      | 15         | 78.º    |
| Peña Sport FC       | 338    | 380      | 10         | 146.º   |
| CD Azkoyen          | 105    | 114      | 3          | 264.º   |
| UD Mutilvera        | 43     | 38       | 1          | 325.º   |
| UDC Chantrea        | 28     | 38       | 1          | 358.º   |

Actualizado hasta la temporada 2018-19 incluida.
| Equipo            | Puntos | Partidos | Temporadas | Puesto* |
| ----------------- | ------ | -------- | ---------- | ------- |
| CD Tudelano       | 2401   | 1918     | 55         | 16º     |
| UDC Chantrea      | 2162   | 1782     | 48         | 24º     |
| CD Oberena        | 2018   | 1718     | 47         | 40.º    |
| Peña Sport FC     | 2008   | 1332     | 36         | 41.º    |
| CD Valle de Egüés | 1735   | 1258     | 33         | 70.º    |
| UCD Burladés      | 1556   | 1294     | 34         | 99.º    |
| CD Izarra         | 1524   | 1220     | 36         | 103.º   |
| AD San Juan       | 1383   | 992      | 26         | 139.º   |
| CD Iruña          | 1259   | 1002     | 28         | 181.º   |
| UD Mutilvera      | 1186   | 646      | 17         | 201.º   |
| CA Cirbonero      | 1011   | 756      | 20         | 261.º   |
| CD Azkoyen        | 983    | 824      | 24         | 274.º   |

*Notas: Puesto Histórico Nacional

## Palmarés del grupo XV
| Temporada | Campeón          | Subcampeón        | Tercero        | Cuarto           | Eq. navarros en 2ªB*                    | Eq. riojanos en 2ªB*                                 |
| --------- | ---------------- | ----------------- | -------------- | ---------------- | --------------------------------------- | ---------------------------------------------------- |
| 1986/87   | Osasuna Promesas | CD Arnedo         | CD Mirandés    | CD Calahorra     |                                         |                                                      |
| 1987/88   | CD Calahorra     | UDC Chantrea      | CD Oberena     | CD Ribaforada    | Osasuna B                               | Arnedo; Mirandés                                     |
| 1988/89   | CD Mirandés      | UDC Chantrea      | CD Tudelano    | Peña Sport FC    | Osasuna B                               | Calahorra; Arnedo                                    |
| 1989/90   | CD Izarra        | CD Tudelano       | CD Alfaro      | AD San Juan      | Osasuna B                               | Calahorra; Mirandés                                  |
| 1990/91   | CD Tudelano      | Logroñés Promesas | Peña Sport FC  | CD Alfaro        | Osasuna B; Izarra                       | Mirandés                                             |
| 1991/92   | CD Calahorra     | CD Izarra         | CA Artajonés   | Peña Sport FC    | Osasuna B; Tudelano                     |                                                      |
| 1992/93   | Peña Sport FC    | CD Calahorra      | CD Mirandés    | CD Egüés         | Osasuna B; Izarra; Tudelano             | Logroñés B                                           |
| 1993/94   | Peña Sport FC    | CD Ribaforada     | CD Calahorra   | UDC Chantrea     | Osasuna B; Izarra; Tudelano             | Logroñés B                                           |
| 1994/95   | CD Calahorra     | Peña Sport FC     | UCD Burladés   | SD Lagunak       | Osasuna B; Izarra; Tudelano             | Logroñés B                                           |
| 1995/96   | CD Calahorra     | CD Oberena        | Peña Sport FC  | CD Ribaforada    | Osasuna B; Izarra; Tudelano             | Logroñés B                                           |
| 1996/97   | Peña Sport FC    | UDC Chantrea      | CD Oberena     | Haro Deportivo   | Osasuna B; Izarra                       | Logroñés B                                           |
| 1997/98   | CD Calahorra     | Peña Sport FC     | CD Logroñés B  | CD Azkoyen       | Osasuna B; Izarra                       |                                                      |
| 1998/99   | Peña Sport FC    | CD Azkoyen        | CD Izarra      | CD Logroñés B    | Osasuna B                               | Calahorra                                            |
| 1999/00   | Peña Sport FC    | UDC Chantrea      | CD Mirandés    | CD Logroñés B    | Osasuna B; Izarra                       | Calahorra                                            |
| 2000/01   | CD Logroñés      | CD Mirandés       | CD Alfaro      | CD Izarra        | Osasuna B; Peña Sport; Chantrea         | Calahorra                                            |
| 2001/02   | CD Azkoyen       | Peña Sport FC     | CD Recreación  | UCD Burladés     | Osasuna B                               | Calahorra; Alfaro; CD Logroñés                       |
| 2002/03   | CD Mirandés      | CD Alfaro         | CD Recreación  | CD Oberena       | Osasuna B; Peña Sport; Azkoyen          | Calahorra; CD Logroñés                               |
| 2003/04   | CD Azkoyen       | CD Egüés          | UCD Burladés   | Haro Deportivo   | Osasuna B; Peña Sport                   | Calahorra; Mirandés; Alfaro; CD Logroñés; Recreación |
| Temporada | Campeón          | Subcampeón        | Tercero        | Cuarto           | Eq. navarros en 2ªB                     |                                                      |
| 2004/05   | CD Egüés         | UD Mutilvera      | CD Beti Onak   | CD Iruña         | Osasuna B; Peña Sport; Azkoyen          |                                                      |
| 2005/06   | Peña Sport FC    | CD Iruña          | CD Egüés       | CD Huarte        | Osasuna B; Azkoyen                      |                                                      |
| 2006/07   | CD Egüés         | Peña Sport FC     | UD Mutilvera   | CD Tudelano      | Osasuna B                               |                                                      |
| 2007/08   | CD Izarra        | UD Mutilvera      | CD Iruña       | CD Tudelano      | Osasuna B; Peña Sport                   |                                                      |
| 2008/09   | CD Izarra        | Peña Sport FC     | CD Tudelano    | UD Mutilvera     | Osasuna B                               |                                                      |
| 2009/10   | CD Tudelano      | Peña Sport FC     | CA Cirbonero   | CD Iruña         | Osasuna B; Izarra                       |                                                      |
| 2010/11   | CD Tudelano      | CD Izarra         | CD Egüés       | UD Mutilvera     | Osasuna B; Peña Sport                   |                                                      |
| 2011/12   | Peña Sport FC    | CD Izarra         | CD Tudelano    | UD Mutilvera     | Osasuna B                               |                                                      |
| 2012/13   | AD San Juan      | UD Mutilvera      | CD Iruña       | CD Cortes        | Osasuna B; Peña Sport; Tudelano; Izarra |                                                      |
| 2013/14   | CD Izarra        | AD San Juan       | UD Mutilvera   | Osasuna Promesas | Tudelano; Peña Sport                    |                                                      |
| 2014/15   | Peña Sport FC    | AD San Juan       | CD Izarra      | Osasuna Promesas | Tudelano                                |                                                      |
| 2015/16   | Osasuna Promesas | CA Cirbonero      | AD San Juan    | UD Mutilvera     | Tudelano; Izarra; Peña Sport            |                                                      |
| 2016/17   | Peña Sport FC    | CD Iruña          | CA Cirbonero   | CD Cortes        | Tudelano; Izarra; Osasuna B; Mutilvera  |                                                      |
| 2017/18   | UD Mutilvera     | AD San Juan       | CD Iruña       | UCD Burladés     | Tudelano; Izarra; Osasuna B; Peña Sport |                                                      |
| 2018/19   | Osasuna Promesas | Peña Sport FC     | UD Mutilvera   | Beti Kozkor KE   | Tudelano; Izarra                        |                                                      |
| 2019/20   | UD Mutilvera     | AD San Juan       | Beti Kozkor KE | CD Pamplona      | Izarra; Tudelano; Osasuna B             |                                                      |
| 2020/21   | Peña Sport FC    | AD San Juan       | Beti Kozkor KE | CD Ardoi         | Izarra; Tudelano; Osasuna B; Mutilvera  |                                                      |

Notas:
- No se tienen en cuenta CA Osasuna y CD Logroñés en categoría superior (Primera División o Segunda División)
- Equipos riojanos y CD Mirandés pertenecen al grupo XV hasta la temporada 2003/04. Los equipos riojanos pasan a pertenecer al grupo XVI y el CD Mirandés al Grupo VIII (Castilla y León).

### Cuadro de Honor
Estos son los equipos navarros que han conseguido campeonatos y subcampeonatos en Tercera División a lo largo de la historía de la categoría.

### Promociones de Ascenso aSegunda B
| Club          | Campeonatos | Temporadas                                                                      | Subcampeonatos | Temporadas                                                             |
| ------------- | ----------- | ------------------------------------------------------------------------------- | -------------- | ---------------------------------------------------------------------- |
| Peña Sport FC | 10          | 1992/93, 1993/94, 1996/97, 1998/99, 1999/00, 2005/06, 2011/12, 2014/15, 2016/17 | 7              | 1994/95, 1997/98, 2001/02, 2006/07, 2008/09, 2009/10, 2018/19, 2020/21 |
| CA Osasuna    | 7           | 1931/32, 1947/48, 1948/49, 1968/69, 1971/72, 1974/75, 1976/77                   | 2              | 1944/45, 1946/47                                                       |
| CD Tudelano   | 5           | 1954/55, 1983/84, 1990/91, 2009/10, 2010/11                                     | 1              | 1989/90                                                                |
| CD Izarra     | 4           | 1989/90, 2007/08, 2008/09, 2013/14                                              | 4              | 1984/85, 1991/92, 2010/11, 2011/12                                     |
| CA Osasuna B  | 4           | 1985/86, 1986/87, 2015/16, 2018/19                                              | 1              | 1981/82                                                                |
| UD Mutilvera  | 2           | 2017/18, 2019/20                                                                | 3              | 2004/05, 2007/08, 2012/13                                              |
| CD Azkoyen    | 2           | 2001/02, 2003/04                                                                | 2              | 1956/57, 1998/99                                                       |
| CD Egüés      | 2           | 2004/05, 2006/07                                                                | 1              | 2003/04                                                                |
| AD San Juan   | 1           | 2012/13                                                                         | 5              | 2013/14, 2014/15, 2017/18, 2019/20, 2020/21                            |
| CD Sangüesa   | 1           | 1978/79                                                                         | -              | -                                                                      |
| UDC Chantrea  | -           | -                                                                               | 4              | 1987/88, 1988/89, 1999/00, 1996/97                                     |
| CD Iruña      | -           | -                                                                               | 2              | 2005/06, 2016/17                                                       |
| CA Cirbonero  | -           | -                                                                               | 1              | 2015/16                                                                |
| CD Oberena    | -           | -                                                                               | 1              | 1995/96                                                                |
| CD Ribaforada | -           | -                                                                               | 1              | 1993/94                                                                |

| Club           | Clasificaciones promoción ascenso a 2ªB | Temporadas | Ascensos conseguidos | Temporadas                                                    |
| -------------- | --------------------------------------- | --- | -------------------- | ------------------------------------------------------------- |
| Peña Sport     | 19                                      | 1990/91, 1991/92, 1992/93, 1993/94, 1994/95, 1995/96, 1996/97, 1997/98, 1998/99, 1999/00, 2001/02, 2005/06, 2006/07, 2008/09, 2009/10, 2011/12, 2014/15, 2016/17, 2018/19 | 7                    | 1999/00, 2001/02, 2006/07, 2009/10, 2011/12, 2014/15, 2016/17 |
| UD Mutilvera   | 12                                      | 2004/05, 2006/07, 2007/08, 2008/09, 2010/11, 2011/12, 2012/13, 2013/14, 2015/16, 2017/18, 2018/19, 2019/20                                                                | 2                    | 2015/16, 2019/20                                              |
| CD Izarra      | 9                                       | 1991/92, 1998/99, 2000/01, 2007/08, 2008/09, 2010/11, 2011/12, 2013/14, 2014/15                                                                                           | 6                    | 1989/90, 1991/92, 1998/99, 2008/09, 2011/12, 2014/15          |
| CD Tudelano    | 8                                       | 1983/84, 1990/91, 2006/07, 2007/08, 2008/09, 2009/10, 2010/11, 2011/12 | 2                    | 1990/91, 2011/12                                              |
| Osasuna B      | 7                                       | 1981/82, 1985/86, 1986/87, 2013/14, 2014/15, 2015/16, 2018/19 | 4                    | 1981/82, 1986/87, 2015/16, 2018/19                            |
| AD San Juan    | 6                                       | 2012/13, 2013/14, 2014/15, 2015/16, 2017/18, 2019/20 | -                    | -                                                             |
| CD Egüés       | 5                                       | 1992/93, 2003/04, 2004/05, 2006/07, 2010/11 | -                    | -                                                             |
| CD Azkoyen     | 4                                       | 1997/98, 1998/99, 2001/02, 2003/04 | 2                    | 2001/02, 2003/04                                              |
| CD Iruña       | 4                                       | 2005/06, 2007/08, 2009/10, 2012/13 | -                    | -                                                             |
| At Cirbonero   | 4                                       | 2009/10, 2015/16, 2016/17, 2017/18 | -                    | -                                                             |
| CD Oberena     | 4                                       | 1995/96, 1996/97, 2002/03, 2016/17 | -                    | -                                                             |
| UCD Burladés   | 4                                       | 1994/95, 2001/02, 2003/04, 2017/18 | -                    | -                                                             |
| UDC Chantrea   | 3                                       | 1993/94, 1996/97, 1999/00 | 1                    | 1999/00                                                       |
| CD Cortes      | 2                                       | 2012/13, 2016/17 | -                    | -                                                             |
| CD Ribaforada  | 2                                       | 1993/94, 1995/96 | -                    | -                                                             |
| Beti Kozkor KE | 2                                       | 2018/19, 2019/20 | -                    | -                                                             |
| CD Pamplona    | 1                                       | 2019/20 | -                    | -                                                             |
| SD Lagunak     | 1                                       | 1994/95 | -                    | -                                                             |
| At Artajonés   | 1                                       | 1991/92 | -                    | -                                                             |

Notas:
- CD Oberena en 2016/17 y At Cirbonero en 2017/18 como 5º clasificados por no poder participar al que le había correspondido el CD Iruña, filial de Osasuna desde 2016, por lo que no podía coincidir con Osasuna B en la misma categoría.

### Promociones de Ascenso aSegunda División
| Club        | Clasificaciones promoción ascenso a Segunda División | Temporadas       | Ascensos conseguidos | Temporadas |
| ----------- | ---------------------------------------------------- | ---------------- | -------------------- | ---------- |
| Osasuna B   | 2                                                    | 1990/91, 1995/96 | -                    |            |
| CD Tudelano | 1                                                    | 2015/16          | -                    |            |

## Participaciones Equipos navarros enCopa del Rey
Actualizado hasta la temporada 2019-20
| Club                              | Participaciones |
| --------------------------------- | --------------- |
| Club Atlético Osasuna             | 78              |
| Club Deportivo Tudelano           | 32              |
| Peña Sport Fútbol Club            | 14              |
| Club Deportivo Izarra             | 11              |
| Club Atlético Osasuna B           | 7               |
| Unión Deportiva Cultural Chantrea | 5               |
| Club Deportivo Oberena            | 4               |
| Club Deportivo Sangüesa           | 3               |
| Club Deportivo Corellano          | 3               |
| Club Deportivo Azkoyen            | 2               |
| Agrupación Deportiva San Juan     | 2               |
| Club Deportivo Valle de Egüés     | 2               |
| Unión Deportiva Mutilvera         | 1               |
| Club Deportivo San Adrián         | 1               |
| Club Atlético Cirbonero           | 1               |
| Unión Club Deportivo Burladés     | 1               |
| Club Deportivo Iruña              | 1               |
| Club Atlético Artajonés           | 1               |
| Club Deportivo Peña Azagresa      | 1               |

## Participaciones Equipos Riojanos en Grupo XV
Equipos pertenecientes a la Federación Riojana de Fútbol que participaron en el Grupo XV de Tercera División compartiendo grupo con Navarra desde su creación la temporada 1986/87 hasta la creación del grupo XVI La Rioja en 2004/05.

Clasificación por número de temporadas.
| Equipo              | En 3ª G.XV |
| ------------------- | ---------- |
| CD Alfaro           | 16         |
| Haro Deportivo      | 15         |
| CD Mirandés         | 12         |
| Atlético River Ebro | 12         |
| CD Calahorra        | 10         |
| CD Berceo           | 8          |
| CD Arnedo           | 7          |

| Equipo          | En 3ª G.XV |
| --------------- | ---------- |
| CD Logroñés B   | 7          |
| CD Varea        | 6          |
| CCD Alberite    | 4          |
| CD Agoncillo    | 4          |
| Yagüe CF        | 4          |
| CDFC La Calzada | 2          |
| CD San Marcial  | 2          |

| Equipo          | En 3ª G.XV |
| --------------- | ---------- |
| CD Pradejón     | 2          |
| CD Recreación   | 2          |
| CF Rapid        | 2          |
| CD Loyola       | 2          |
| CD Logroñés     | 1          |
| Peña Balsamaiso | 1          |
| CD Autol        | 1          |